# Програма «Марінер»

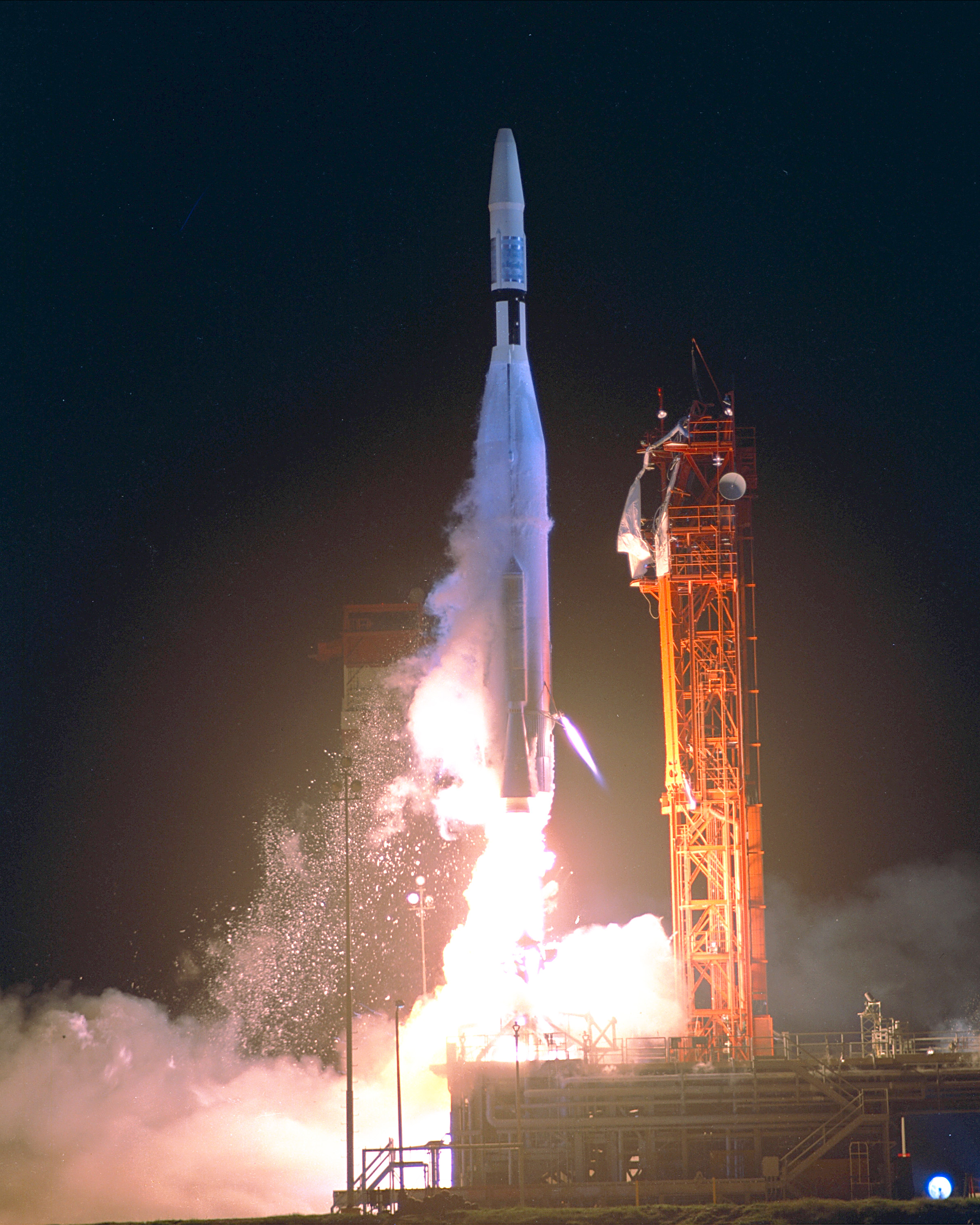
Запуск Марінер-1 у 1962 році.

Програма «Марінер» (англ. Mariner program) — програма розробки та запуску космічних зондів, що розроблялись американською агенцією НАСА спільно з Лабораторією реактивного руху (JPL) з метою вивчення Венери (Марінер-1, -2, -5), Марса (Марінер-3, -4, -6...-9) та Меркурія (10) з 1962 по 1973 роки. З її 10 апаратів сім стали успішними та виконали цілі своїх польотів. Три запуски зазнали аварії — «Марінер-1», «Марінер-3» та «Марінер-8». Заради зниження ризиків більшість космічних апаратів розробляли та запускали парами.
«Марінери» були спорядженні сонячними батареями, несли на собі набір наукових приладів, в тому числі й для виміру магнітних полів та фіксування заряджених частинок, а також телекамери. «Марінер-8» та «Марінер-9» мали стати штучними супутниками Марса, а всі інші — пролітними міжпланетними станціями. Апарати цієї програми, на відміну від «Піонерів» та «Вояджерів», функціювали в космосі відносно невеликий термін — від декількох місяців до трьох років.
Виділені кошти на апарат «Марінер» Юпітер-Сатурн з часом перетворились на космічну програму «Вояджер» у складі «Вояджер-1» та «Вояджер-2». А орбітальні частини космічних апаратів для дослідження Марса «Вікінг-1» та «Вікінг-2» являли собою збільшену й модернізовану версію «Марінер-9». Розробка другого покоління міжпланетних станцій «Марінер» під назвою «Марінер Марк II» зрештою втілилась в зонд «Кассіні — Гюйгенс».
Загальна вартість програми «Марінер» склала приблизно 554 млн дол.

## Марінер-1 та 2
Основна мета проєкту була в розробці та запуску двох космічних кораблів, які мали б пролетіти в безпосередній близькості з Венерою, отримати інформацію про її радіометричну температуру. Іншим завданням місії було невдала спроба знайти магнітне поле Венери та зробити виміри сонячного вітру й кількості космічного пилу у космосі.
- Місія: проліт планети Венера.
- Вага: 250 кг.
- Обладнання: мікрохвильові та інфрачервоні радіометри, датчики космічного пилу, сонячної плазми, магнітного поля та випромінення високої радіації.

Статус:
- «Марінер-1»: був запущений 22 липня 1962 року до Венери, але через 5 хвилин після старту підірваний унаслідок відхилення ракети-носія Atlas-Agena від заданого курсу.
- «Марінер-2»: запущений 27 серпня 1962 року ракетою-носієм Atlas-Agena, відправивши його на 3,5-місячний політ до Венери. Став першим космічним апаратом, що здійснив вивчення іншої планети з пролітної траєкторії. Місія визнана успішною[3].

Астроном і науковець Карл Саган, що брав участь в програмі, у своїх книгах згадує, що апарати для дослідження Венери не хотіли обладнувати фотокамерами:
|                                                          | Дехто вважав, що камера [під час космічних досліджень] — це насправді не науковий інструмент, а так, принагідне потурання інтересам публіки: дані знімків не можуть дати відповідь на пряме й чітке наукове запитання. |
| — Карл Саган, Блакитна цятка. Космічне майбутнє людства. | |

## Марінер-3 та 4
«Марінер-3» та «Марінер-4» призначалися для здійснення польоту в безпосередній близькості з Марсом. «Марінер-3» був втрачений через невід'єднаний обтічник, що захищав апарат від перегріву при зльоті. Його корабель-близнюк, «Марінер-4», успішно завершив свою місію, зробивши перший успішний проліт поряд із Марсом, чим дав нам уявлення як виглядає ця планета з близької відстані.
- Місія: проліт планети Марс[5].
- Вага: 260 кг.
- Обладнання: цифрова камера (з ресурсом близько 20 знімків), датчики космічного пилу, сонячної плазми, радіації, космічних променів, магнітного поля, радіозатінення та вивчення небесної механіки[6].

Статус:
- «Марінер-3»: запущений 5 листопада 1964 року, але обтічник, що захищав автоматичну міжпланетну станцію від перегріву в перші хвилини польоту в атмосфері, не відділився. Апарат не досяг потрібної швидкості для виходу на траєкторію польоту до Марса через зайву вагу цього обтічника. Окрім цього, він не дозволив розкритися панелям із сонячними елементами, що позбавило станцію свого основного джерела живлення. «Марінер-3», не отримавши потрібної для своєї роботи енергії, вимкнувся, залишившись кружляти по геліоцентричній орбіті[5].
- «Марінер-4»: запущений 28 листопада 1964 року. 14—15 липня 1965 р. пролетів на відстані 9846 км від поверхні Марса та став першим апаратом, що зробив і передав на Землю знімки (було зроблено 22 знімки) Марса з близької відстані. Після виконання місії був закинутий на геліоцентричній орбіті[6].

## Марінер-5
- Місія: проліт планети Венера.
- Вага: 250 кг.
- Обладнання: ультрафіолетовий фотометр, датчик космічного пилу, сонячної плазми, радіації, космічних променів, магнітного поля, радіозатінення та вивчення небесної механіки.

Статус: був запущений 14 червня 1967 року до Венери. 19 жовтня 1967 року станція пролетіла на відстані 3 990 км від поверхні планети. Хоч телекамери апарат і мав, проте провів додаткові досліди атмосфери Венери з пролітної траєкторії. Після виконання місії був закинутий на геліоцентричній орбіті.

## Марінер-6 та -7
- Місія: проліт планети Марс.
- Маса: 420 кг.
- Обладнання: цифрові камери з широко- та вузьконаправленими лінзами, інфрачервоний спектрометр та радіометр, ультрафіолетовий спектрометр, датчики радіозатінення та вивчення небесної механіки.

Статус:
- «Марінер-6»: запущений 24 лютого 1969 року. 31 липня 1969 року пролетів на відстані 3431 км від Марса. Займався переважно фотографуванням планети та дослідженням складу її атмосфери. Після виконання місії був закинутий на геліоцентричній орбіті.
- «Марінер-7»: запущений 27 березня 1969 року. 5 серпня того ж року апарат пролетів на відстані у 3430 км від Марса. Займався переважно фотографуванням планети та дослідженням складу її атмосфери. Після виконання місії був закинутий на геліоцентричній орбіті.

## Марінер-8 та 9
- Місія: вихід на орбіту Марса.
- Маса: 1000 кг.
- Обладнання: цифрові камери з широко- та вузьконаправленими лінзами, інфрачервоний спектрометр та радіометр, ультрафіолетовий спектрометр, датчики радіозатінення та вивчення небесної механіки.

Статус:
- «Марінер-8»: був запущений 8 травня 1971 року. Однак верхній ступінь ракети-носія почав здійснювати кругові коливання та вийшов з-під контролю. Після чого він разом із корисним багажем увійшов в атмосферу Землі й на відстані у 1500 км від стартового майданчика впав в Атлантичний океан.
- «Марінер-9»: запущений 30 травня 1971 року. 13 листопада 1971 року вийшов на орбіту Марса, ставши першим штучним супутником іншої планети. Сфотографував близько 85 % поверхні Марса та передав фотографії його супутників — Деймоса та Фобоса. Наразі вже є вимкненим. Перебуватиме на орбіті Марса принаймні до 2022 року, коли він, за прогнозами, зійде зі своєї орбіти та впаде в атмосферу планети.

## Марінер-10
«Марінер-10» став першим космічним апаратом, що здійснив міжпланетний гравітаційний маневр прискорення. Увійшовши в гравітаційне поле Венери, він здійснив прискорення від її орбіти в сторону траєкторії польоту Меркурія. Це також був перший космічний апарат, що пролетів поруч із двома планетами та перший (і єдиний аж до 2008 року) пристрій, який сфотографував Меркурій з близької відстані.
- Місія: проліт планет Венери та Меркурія.
- Маса: 450 кг.
- Обладнання: дві цифрові вузьконаправлені камери, ультрафіолетовий спектрометр, інфрачервоний радіометр, датчики сонячної плазми, заряджених частинок, магнітного поля, радіозатінення та вивчення небесної механіки.

Статус: був запущений 3 листопада 1973 року до Меркурія. Під час свого маршруту також здійснив проліт поруч із Венерою з метою її вивчення. Став першим космічним апаратом, що здійснив фотографування Меркурія з близької відстані. Після виконання місії був закинутий на геліоцентричній орбіті.